# Шебеке

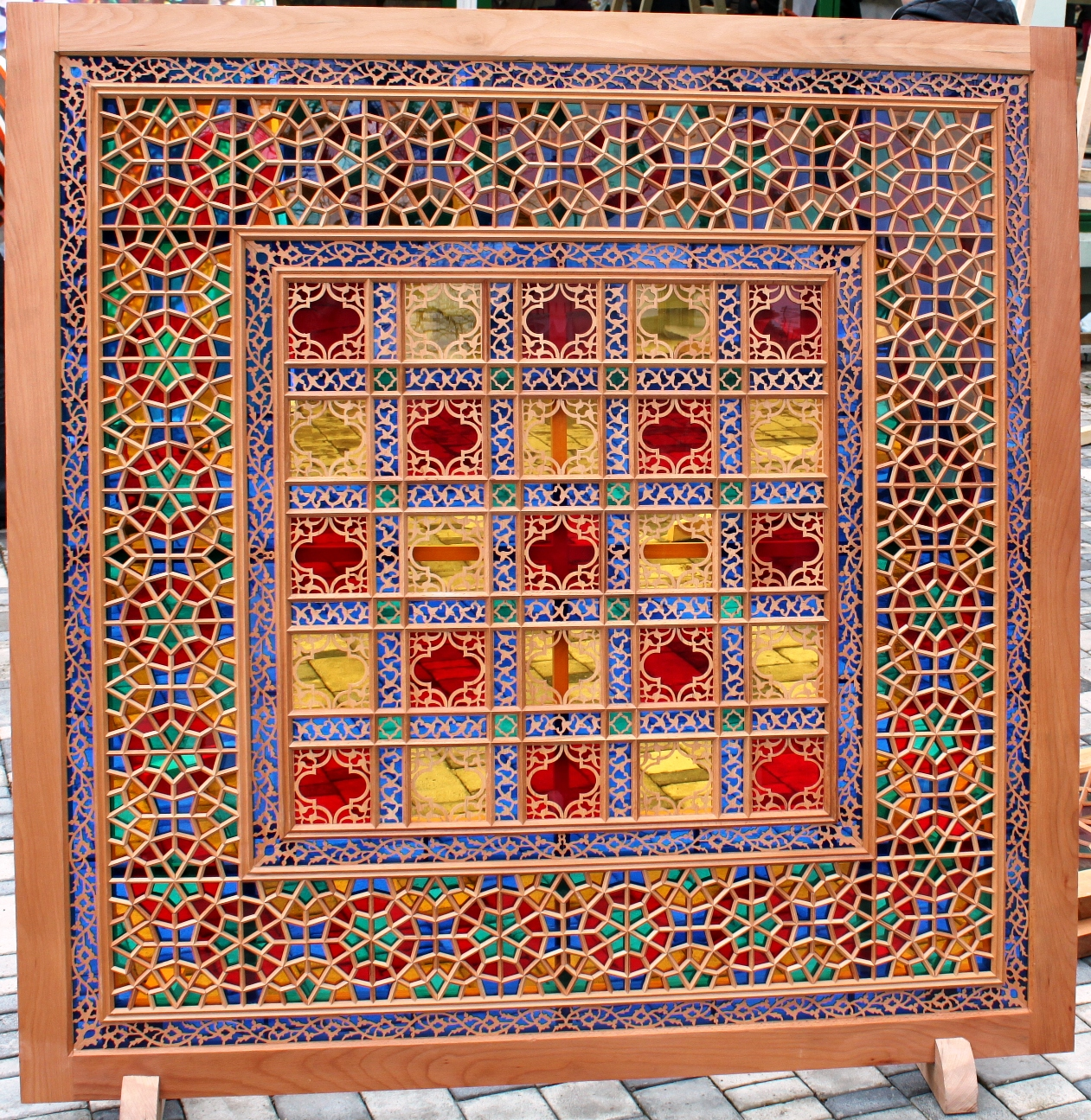
Вікно-шебеке в Шекі

Шебеке (азерб. şəbəkə) — вікна з заповненням різнокольоровими скельцями, створювані азербайджанськими народними майстрами з дрібних дерев'яних деталей без клею і цвяхів.
У будівлі Палацу шекінських ханів шебек заповнює стіни, віконні прорізи залів і кімнат. Геометрично малюнок вікон-шебек, як відзначають, поєднується з загальною композицією головного фасаду палацу. На фасад палацу виходять суцільні вітражі-шебек центральних зал і бічних кімнат. Вважається, що саме те, що зовнішні стіни залів обох верхніх поверхів і кімнат замінені підйомними вітражами, є особливістю архітектури цього парадного павільйону.
Численні житлові кам'яні будинки XVIII—XIX століть, прикрашені шебеке, були і в місті Шуша.

## Мистецтво шебеке
Це нематеріальна культурна спадщина, яка має художню конструктивну форму в близькосхідній архітектурі і ужитковому декоративному мистецтві. Застосовується в архітектурі Азербайджану з XI—XII століть. Шедевр декоративного мистецтва — це площина, що складається з невеликих скляних деталей, зібраних майстром, з елементами дерева, які утримуються разом без клею і цвяхів. Дерев'яні деталі виготовляються з твердих порід дерева — платана, самшиту, горіха, бука, дуба. Сітчасті візерунки шебеке символізують Сонце, енергію життя, вічний потік часу і нескінченність Всесвіту.

## Структура шебеке
Розміри поверхні шебеке можуть варіюватися від декількох квадратних сантиметрів до декількох квадратних метрів, залежно від призначення предметів. Залежно від зв'язку з архітектурою можна класифікувати роботи мистецтва шебеке за двома напрямами: частина архітектурної споруди — двері, вікно, сходовий стовп, і окремі предмети інтер'єру, такі як ширма, світильник, скриня, шафаОскільки основу орнаменту становлять геометричні фігури, існує й інша класифікація по композиціям: «джафарі», «секкіз», «оналти», «гюллябі», «шамсі», «гелю», а також «бенді-румі»..

## Мистецтво шебеке в Азербайджані
Слово «шебеке» в перекладі з азербайджанської мови означає «сіть», «решітка».
На території Азербайджану шебеке як вид мистецтва було поширене в містах Шекі, Шуші, Ордубад, Баку, Гянджа, Ленкорань, Нахічевань і Дербент (Російська Федерація). Основним центром мистецтва шебеке є місто Шекі, де ця традиція і сьогодні представлена в чистому, класичному вигляді. Тут зосереджені зразки цього виду мистецтва XVIII—XIX століть. Класичним прикладом використання шебеке є Палац шекінських ханів, розташований у Шекі (1762).
Мистецтво шебеке і його символіка деякою мірою різниться в регіонах Азербайджану. Наприклад, з точки зору технології виготовлення, в ордубадських майстрів переважають прості геометричні форми і аскетичне колірне рішення. Однак, майже у всіх регіонах країни основним матеріалом є кольорове скло.

## Майстри мистецтва
Носіями мистецтва шебеке і його символів є народні майстри. З відомих народних майстрів можна назвати Мехті Мехтієва (XIX століття), Шахбузлу Абузера Бадалова (XVIII—XIX століття), Аббасгулу Шекинського (XIX століття). Відродженню цього мистецтва в ХХ столітті сприяли Абдулгусейн Бабаєв (1877—1961), Ашраф Расулов (1928—1997).
Нині розвиток мистецтва продовжують син Ашрафа Расулова — Тофіг (1961) і його онук Ільгар (1990). Крім них у цій галузі виділяються Солтан Ісмаїлов (Шекі), Гусейн Мустафазаде (Шекі), Джабір Джаббаров (Ордубад), Рафік Аллахвердієв (Шуша).

## Реставрація
Протягом 1950—1960-х років під керуванням Ашрафа Расулова вперше відреставровано Палац шекінських ханів.
2001 року під керівництвом майстра Джабіра Джаббарова відреставровано віконні шебеке мечетей Джума і Амбарас (XVII—XVIII століття) в Ордубаді.
Гусейн Мустафазаде в 2002—2004 роках, згідно з договором з німецькою компанією «Den Cmalcoh Ege MEK Gembelg GMBH», брав участь у реставрації Палацу шекінських ханів. В результаті відреставровано двері й вікна палацу, а також більшу частину стелі.
2007 року архітектор Бабек Шамілов реконструював низку громадських будівель.

## Галерея

Шебеке
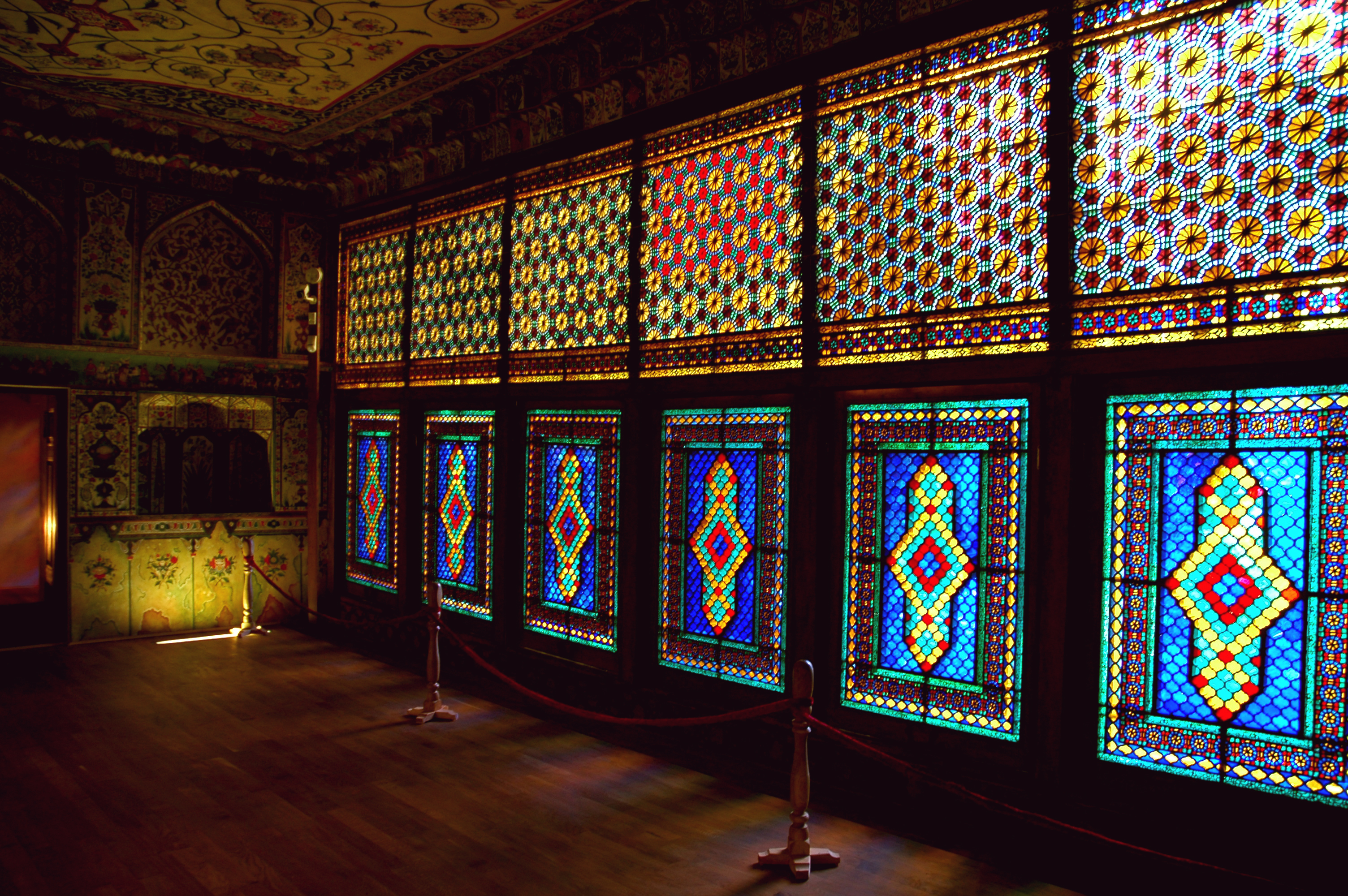
Вікна-шебеке, вигляд зсередини Палацу шекінських ханів
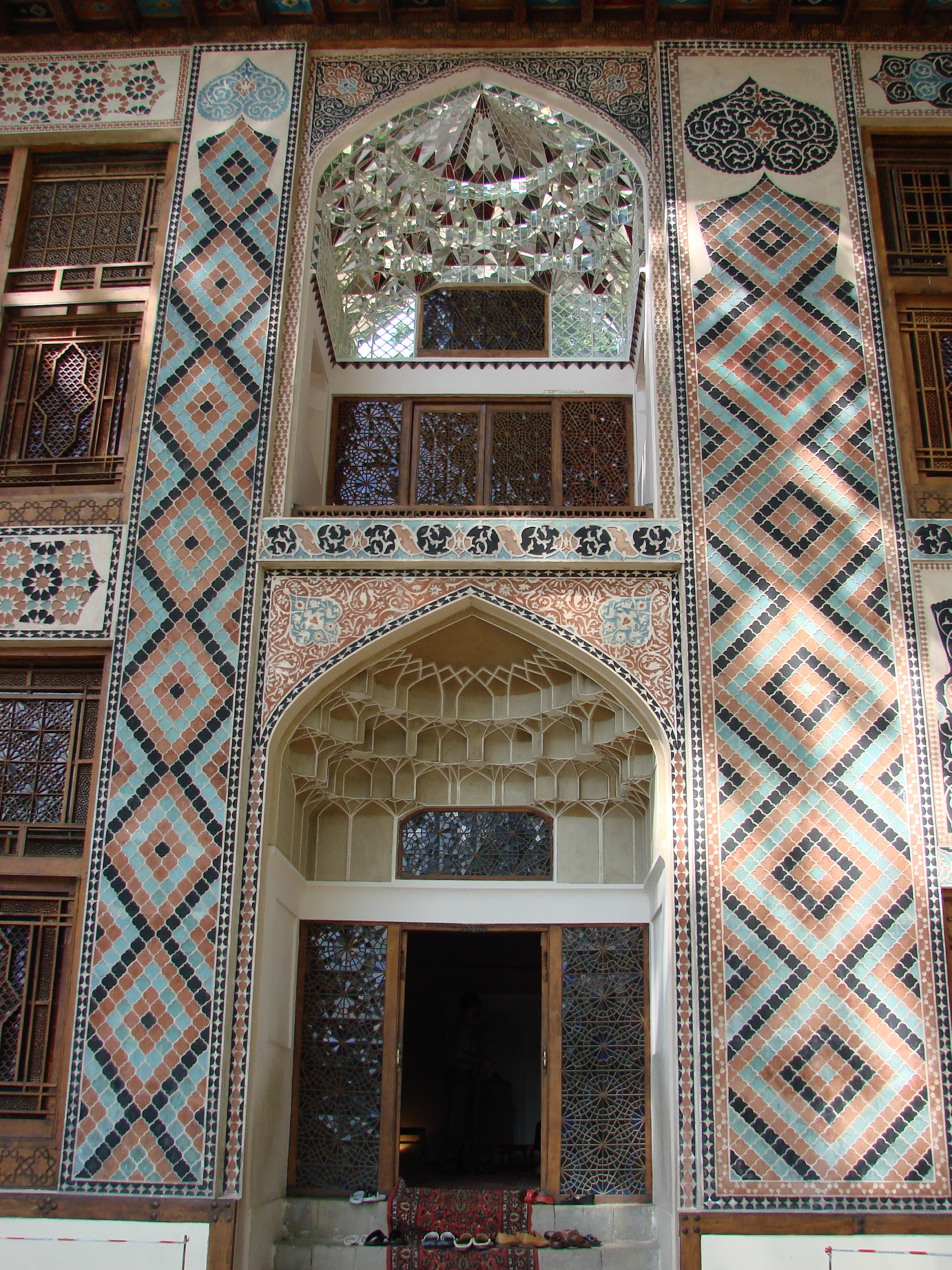
Вікна-шебеке на фасаді Палацу шекінських ханів
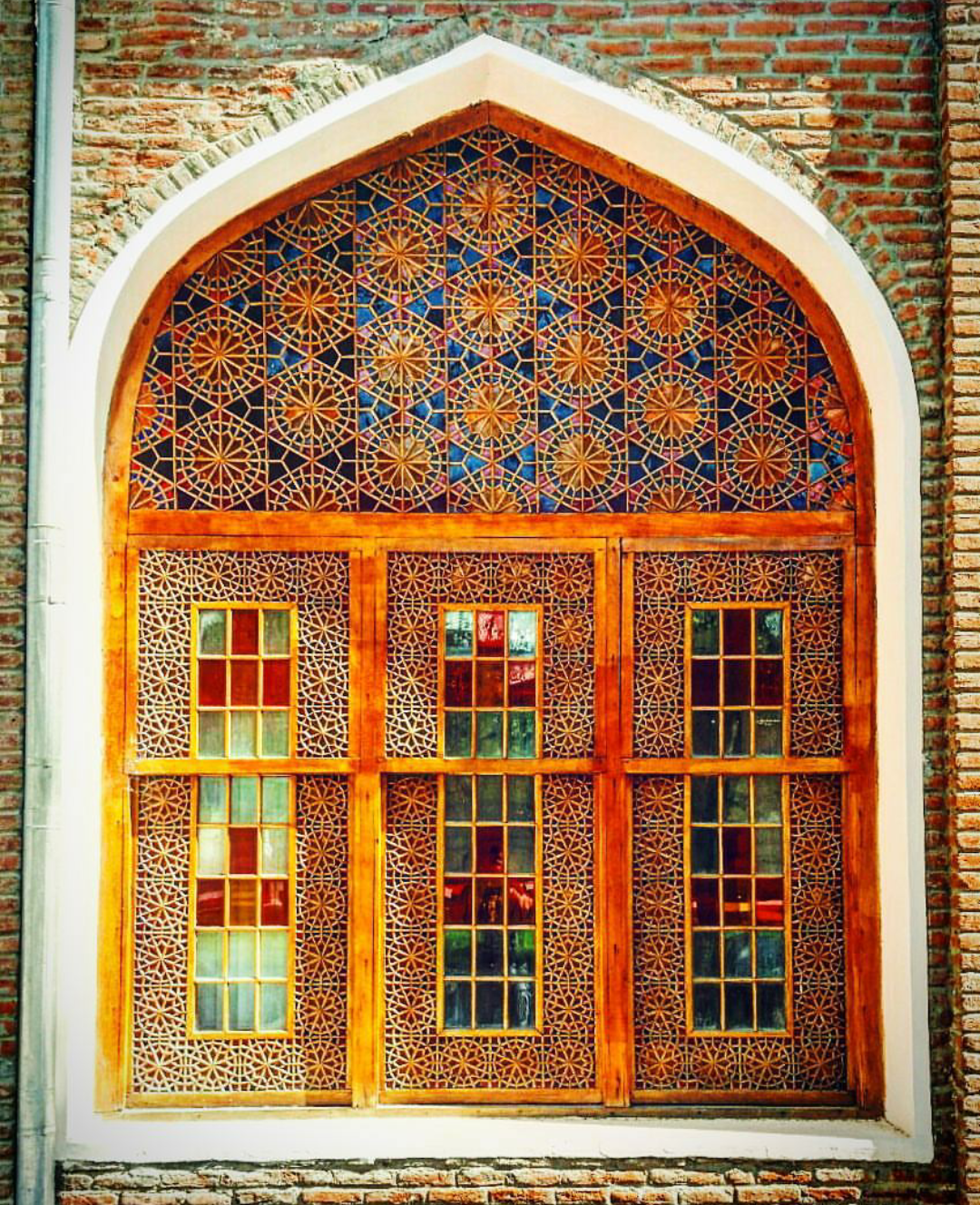
Джума-мечеть (Гянджа)